# Якоби, Пётр Николаевич
Пётр Никола́евич Яко́би (22 декабря 1876 года (3 января 1877), Санкт-Петербург — 26 августа 1941 года) — русский правовед и поэт.

## Биография

### Ранние годы
Родился в семье сенатора Николая Борисовича Якоби (1839—1902) и Екатерины Карловны, урождённой Хансен (умерла в 1942 году). Крёстным Петра стал принц Ольденбургский.
Окончил Царскосельскую гимназию и по первому разряду Императорское училище правоведения (1898). Поступил на службу в Сенат по общему собранию Первого кассационного департамента и соединённому присутствию.
Женился на Сусанне Яковлевне Лихачёвой, дочери Зинаиды Кронеберг, в браке с которой имел семеро детей.
Служил в Витебском и Петербургском прокурорском надзоре. Назначен прокурором Рижского окружного суда (1915). Одновременно прикомандирован к обер-прокуратуре Второго департамента Сената. В распоряжении военного министра А. А. Поливанова расследовал злоупотребления, допущенные в военных заказах Главного артиллерийского управления.
В 1915 году опубликовал в Сенатской типографии «Практическое руководство к составлению обвинительных актов и заключений».
Сотрудник Министерства юстиции России в должности начальника уголовного отделения.
Имел ордена до Святого Владимира включительно.

### Революционные события
Будучи убеждённым монархистом, Февральскую революцию встретил негативно, но по долгу служения России продолжал работать при Временном правительстве. Принимал участие в составлении амнистий Керенского, описанных в труде «Амнистии 1917 года с позднейшими постановлениями Временного правительства», выпущенном в Сенатской типографии в том же году. После октябрьского переворота не скрывал своего отношения к власти большевиков.
В 1919 году перебрался в Ригу, куда ранее направил голодающую семью. После установления независимости Латвии Якоби решили не возвращаться в Петроград.

### В независимой Латвии
С июля 1920 года и до государственного переворота в 1934 году — консультант Министерства юстиции Латвии. В 1921—1927 году постоянный референт комиссии по разработке латвийского уголовного законодательства (председатель комиссии — профессор Пауль Минц). Кавалер Ордена Трёх Звёзд.
В 1928 году принял латвийское гражданство.
Играл ведущую роль в деятельности Русского национального союза (РНС), председателем которого был с 1929 по 1931 год.
С 1929 по 1938 год принимал активное участие в деятельности латвийской ассоциации «Русское юридическое общество». До 1931 года наряду с И. С. Шабловским был заместителем председателя общества — О. О. Грузенберга. После отъезда Грузенберга из Латвии — председатель общества с 1932 года.
Печатным органом общества был журнал «Закон и суд», в котором за 10 лет его существования было опубликовано 395 статей 75 авторов из разных стран мира. После выпуска 90-го номера журнал был закрыт режимом Улманиса. 30 сентября 1938 года в письме А. В. Маклецову главный редактор журнала Якоби написал: «Мы не могли предполагать, что шовинистическая власть посягнёт на научную мысль, между тем это случилось. Нас закрывают».

### Арест и гибель
После вступления советских войск в Латвию арестован НКВД 6 августа 1940 года в Риге. Несмотря на медицинское заключение о непригодности к физическому труду, приговорён к 10 годам исправительно-трудовых лагерей. Был этапирован в Котлас. Погиб 26 августа 1941 года, похоронен на Болтинском пригородном кладбище под Котласом.

## Литературная деятельность
Выпустил сборники «Стихотворения» (Санкт-Петербург, 1904), «Струны» (Витебск, 1910), издал под псевдонимом Пётр Зудотешин фарсы «Кто первее, тот правее, или Кто палку взял, тот и капрал» (1901), «Герои нашего времени» (1904).
Печатался в рижских изданиях, часто под псевдонимами: «Русская жизнь», «Маяк», «Вечернее время», «Слово», «Сегодня», «Для Вас». Автор монографии «Исповедь композитора» (о П. И. Чайковском).
Опубликовал сборники стихотворений «Песни о Лихолетии (1917—1927)» (1927), «Золотые струны» (1929), «Долорида»(1936), лекции «Интеллигенция и большевизм. О волевом воспитании» (1930). Издал книгу «Материалы к познанию Пушкина» (1937).

Жизнь жестоко посмеялась над этой идеализацией русского народа. Чуть только грянул бунт 1917 года, запылали усадьбы и начались неописуемые никакими красками крестьянские погромы, в которых гибли лучшие очаги культуры, племенной скот, насаждения, парники, редчайшие библиотеки, картины первейших мастеров, шедевры архитектурного творчества, и всё довершали неслыханные по жестокости убийства. В Министерстве юстиции уже в самом начале революции из местных донесений накопились два обширные тома: дела о российских погромах 1917 г. Если большевики не уничтожили эту кровавую летопись, то потомки ужаснутся тем зверствам, которые совершил наш богоносец, и притом во время кровопролитнейшей войны с внешним врагом.— «Интеллигенция и большевизм», 1930